# Enrico Castellani
Enrico Castellani (Castelmassa, 4 agosto 1930 – Celleno, 1º dicembre 2017) è stato un pittore italiano, considerato una delle figure di maggior rilievo dell'arte europea della seconda metà del Novecento.

## Biografia

Enrico Castellani, Superficie argento, 2008, acrilico su tela, 150x120cm

Nato a Castelmassa, in provincia di Rovigo, studia arte, scultura e architettura in Belgio fino al 1956, anno in cui si laurea alla École Nationale Superieure. L'anno successivo torna in Italia, stabilendosi a Milano, qui diviene esponente attivo della nuova scena artistica. In particolare stringe rapporti di amicizia e collaborazione con Piero Manzoni, con il quale forma un sodalizio artistico che incuriosiva i commentatori dell'epoca per il contrasto tra le loro personalità: tanto era vulcanico, scapigliato e giocoso Manzoni quanto Castellani era serio, distinto e riflessivo. Dopo prime esperienze di carattere informale, ispirate all'action painting americana e soprattutto da Mark Tobey, riconoscendo questo tipo di arte come maturo per un superamento, elabora con la collaborazione alla rivista Azimuth da lui fondata insieme a Manzoni, un nuovo inizio, che propone l'azzeramento totale dell'esperienza artistica precedente, basato su un nuovo patto con il progresso sociale.
Tale azzeramento viene realizzato da Manzoni, Castellani e Bonalumi con l'utilizzo di tele monocrome (spesso totalmente bianche) estroflesse con varie tecniche in modo da creare effetti di luci ed ombre cangianti con l'inclinazione della sorgente luminosa. Si trattò di un'esperienza del tutto originale e considerata di fondamentale importanza nella storia dell'arte astratta del novecento, non solo per quanto riguarda la scena italiana, ma soprattutto di quella internazionale, la cui eco influenzò ed ispirò Donald Judd che in un articolo del 1966 definì Castellani padre del minimalismo. Se Piero Manzoni scelse come materiali prediletti il caolino e il cotone per i suoi celeberrimi Achromes, Castellani avvia un percorso rigorosissimo di studio ed analisi delle possibilità fornite dall'estroflessione della tela mediante l'utilizzo di chiodi e centine inserite dietro la tela.
È nel 1959 che Castellani realizza la sua prima superficie a rilievo, dando vita ad una poetica che sarà la sua cifra stilistica costante e rigorosa e definendo ciò che la critica ha chiamato “ripetizione differente”, considerata da molti critici di estrema purezza, dove la ripetizione accuratamente scelta dei pieni e dei vuoti data dalle ritmiche estroflessioni della tela costituisce un percorso sempre nuovo, anche se coerente e intenso.. Uno di suoi rettori spirituali nell'arte è stato il gran maestro Lucio Fontana. Da allora il suo procedere continua a svilupparsi nell'ambito dell'estroflessione, ma nella sua compatta e coerente produzione troviamo alcune opere che si discostano nettamente dalle superfici a rilievo, rivelando molto su temi cari a Castellani quali il tempo, il ritmo e lo spazio.

Anche nelle rare opere su carta Castellani è riuscito a realizzare il suo personalissimo stile di estroflessioni ritmiche. Nel 1967 realizza Ambiente bianco per la mostra Lo spazio dell'immagine, a Palazzo Trinci, a Foligno; nel 1968, in occasione de Il teatro delle mostre, alla galleria La Tartaruga di Roma, viene presentato Il muro del tempo; nel 1969 realizza Spartito e nel 1970 Obelisco. Dal suo esordio sino ad oggi si susseguono una serie di importanti esposizioni in spazi pubblici e privati.

Enrico Castellani, Superficie bianca, dittico del 2008, acrilico su tela, 250x300cm

Partecipa alla Biennale di Venezia nel 1964, nel 1966 (con una sala personale), nel 1984 e nel 2003. Nel 1965 partecipa alla collettiva The Responsive Eye al Museum of Modern Art (MoMA) di New York e alla VIII Biennale di San Paolo in Brasile. Nel 1970 prende parte alla collettiva Vitalità del negativo nell'arte italiana, a cura di Achille Bonito Oliva, al Palazzo delle Esposizioni di Roma. Nel 1981 partecipa a Identité Italien. L'art en Italie depuis 1959, a cura di Germano Celant, al Centre Pompidou di Parigi. Nel 1983 è a Palazzo Reale di Milano per la mostra Arte Programmata e cinetica 1953-63; nel 1994 è invitato alla mostra The Italian metamorphosis al Solomon R. Guggenheim Museum di New York.
Tra le mostre più recenti ricordiamo le personali nella Galleria Lia Rumma di Milano nel 1999 e quelle nella Galleria Fumagalli di Bergamo nel 1997 e nel 2001. Nel 2001 è invitato alle collettive Materia/Niente, curata da Luca Massimo Barbero, alla Fondazione Bevilacqua La Masa di Venezia e a Belvedere italiano- Linee di tendenza nell'arte contemporanea 1945/2001, curata da Achille Bonito Oliva, al Centre for Contemporary Art di Varsavia. Un'importante mostra antologica curata da Germano Celant è stata allestita alla Fondazione Prada di Milano nel 2001 e a Kettle's Yard a Cambridge nel 2002, anno in cui presenta il suo lavoro anche nella Galleria di Franca Mancini a Pesaro e in quella di Greta Meert a Bruxelles. Nel 2004 espone a Parigi nella Galerie di Meo e nel 2005 al Museo Pushkin delle Belle Arti, a Mosca, viene allestita una sua mostra curata da Bruno Corà.
Nel 2006 espone alla Galleria Lia Rumma a Napoli e all'Auditorium a Roma. Nel 2009 una serie di lavori recenti accostati ad un grosso nucleo di opere storiche sono proposte da Haunch of Venison a New York in una mostra curata da Adachiara Zevi mentre nella sede di Londra della stessa galleria le opere di Castellani vengono esposte in dialogo con quelle di Dan Flavin, Donald Judd e Günther Uecker. Il 13 ottobre 2010 Enrico Castellani riceve dal Principe Hitachi, Patrono Onorario della Japan Art Association, il Praemium Imperiale per la pittura, il più alto riconoscimento artistico a livello internazionale. Nel 2012, Castellani partecipa con altri sette artisti (Getulio Alviani, Pablo Atchugarry, Fernando Botero, Piero Guccione, Marcello Lo Giudice e Thomas Ruff) al progetto Save the Mediterranean Sea in collaborazione con Christie's London e la Prince Albert II of Monaco Foundation, a favore della salvezza dei nostri mari. Le opere di Castellani, nel mercato dell'arte, sono fra le più ricercate e costose fra quelle del novecento italiano, con quotazioni che hanno ampiamente superato il milione di dollari e sono regolarmente scambiate nelle aste più prestigiose quali le famose Italian Sales di Londra.

## Esposizioni

### Principali esposizioni dal 1999 al 2019
1999
- Galleria Lia Rumma, Milano.

Veduta della mostra, Fondazione Prada, Milano, 2001
Courtesy Fondazione Prada, Milano

- Galleria Civica di Arte Contemporanea, Trento.

2001
- Fondazione Prada, Milano.

2002
- Kettle's Yard. Università di Cambridge, Cambridge.
- Galerie Meert Rihoux, Bruxelles (B).

2004
- Galerie Di Meo, Parigi.

2005
- Museo Pushkin delle Belle Arti, Mosca.

2006
- Mùzeum Milano Dobesa, Bratislava.
- Galleria Lia Rumma, Napoli.
- Spazio Risonanze, Auditorium Parco della Musica, Roma.

2009
- Haunch of Venison, New York.

2010
- Seomi Gallery, Seul.

2011
- Haunch of Venison, New York.

2012
- Günther Uecker/Enrico Castellani - Ca' Pesaro, Galleria Nazionale d'Arte Moderna, Venezia

2013
- Galería Cayón, Madrid.
- Günther Uecker/Enrico Castellani, Musée d'art moderne de Saint-Étienne.
- Galleria Massimo De Carlo, Londra.

2014
- Local History: Castellani, Judd, Stella, Dominique Lévy Gallery, New York e Londra

2015
- Enrico Castellani e Lee Ufan, Lorenzelli Arte, Milano.

2016
- Remembering Enrico Castellani, Dominique Lévy Gallery, Londra e New York.

2017
- Carl Andre e Enrico Castellani, Galerie Greta Meert, Bruxelles.

2018
- Enrico Castellani. Carte, Galeria Cayon, Madrid.

2019
- Enrico Castellani, Ambasciata d'Italia, Tokyo (ricollocazione dell'opera parte della collezione dell'Ambasciata dopo il restauro).
- Omaggio a Enrico Castellani, La Nuova Pesa, Roma.

2021
- Castellani | Sculpture, Lévy Gorvy, Londra.

2022
- Castellani | Sculpture, Lévy Gorvy, Parigi.
- Enrico Castellani. Le superfici e i fondamenti, Loom Gallery, Milano.